# Knud Abildgren
Knud Abildgren (født 28. juli 1934 i Jelling, død 7. oktober 2019) var en dansk elektroingeniør og ridder af Dannebrog, som 1980-91 var chef for DSB's Elektrotjeneste og 1991-97 var projektchef ved A/S Storebælt, hvorefter han startede egen virksomhed.